# Медвежонок и тот, кто живёт в речке
«Медвежо́нок и тот, кто живёт в ре́чке» — советский короткометражный мультфильм Аллы Грачёвой 1966 года. Сюжет напоминает о сказке «Крошка Енот и тот, кто сидит в пруду».

## Сюжет
Жил-был на свете жизнерадостный Медвежонок, который любил гулять по утрам. Однажды он хотел пойти на цветочную поляну, чтобы нарвать цветов для своей мамы, но по пути ему встретился зайчонок, который сказал, что в речке живёт кто-то злой, и эту речку пересекает мост, через который должен был перейти Медвежонок. Медвежонок не поверил, и когда зашёл на мост, то увидел «кого-то», что было его отражением.

## Съёмочная группа
| автор сценария            | Владимир Капустян                                                                                               |
| постановщик               | Алла Грачёва |
| художник-постановщик      | Александр Лавров                                                                                                |
| композитор                | Борис Буевский                                                                                                  |
| оператор                  | Анатолий Гаврилов                                                                                               |
| редактор                  | Тадеуш Павленко                                                                                                 |
| звукооператор             | Ирина Чефранова                                                                                                 |
| роли озвучивали:          | - Алексей Грибов - Мария Виноградова - Клара Румянова                                                           |
| художники-мультипликаторы | - В. Баев - Нина Чурилова - Виталий Бобров - Владимир Дахно - Борис Храневич - Александр Давыдов - Алла Грачёва |

## Награды
- 1967 — II МКФ детских фильмов в Готвальдове (ЧССР) — Главный приз «Золотая туфелька» и премия за оригинальное решение темы мирного сотрудничества: «Тот, кто придет с улыбкой, — встретит улыбку»[1].
- 1967 — Бронзовая медаль и премия жюри СИДАЛГ Международного комитета по распространению письменности, информации и кино.